# فينغوليمود
فينغوليمود (اسم دولي غير مسجّل الملكيّة، الاسم التجاري جيلينيا، نوفارتس) هو دواء مُعدِّل مناعي، يُستخدم غالبًا لعلاج التصلب المتعدّد. وقد قام بخفض معدّل الانتكاس في التصلّب المتعدّد الناكس الهاجع بحوالي النصف خلال فترة سنتين. فينغوليمود هو معدّل لمستقبل السفينغوسين-1-فوسفات، والذي يعزل الخلايا اللمفاوية في العقد الليمفاوية، ما يمنعها من المساهمة في رد فعل المناعة الذاتية.

## استخدامات طبية
يُسخدم الفينغوليمود في علاج الشكل الناكس الهاجع لمرض التصلّب المتعدّد. تأثيره على اللذين مع الشكل الأول المترقّي من التصلب المتعدد ليس واضحًا. ويمكن أن يُستخدم كذلك في علاج اعتلال الأعصاب المزمن الالتهابي المزيل للميالين. اقتُرح أصلاً كدواء مضاد رفض موصى باستعماله بعد زرع الأعضاء ولكنه فشل في إظهار أي فائدة ملحوظة في التجارب السريرية بعد الزرع.

## أعراض جانبية
الأعراض الجانبية الأكثر شيوعًا لفينغوليمود هي الزكام، والصداع، والتعب. تم الإبلاغ عن عدد قليل من حالات سرطان الجلد، والذي تم الإبلاغ عنه كذلك في المرضى الذين تناولوا ناتاليزوماب (تيسابري)، دواء موافق عليه لعلاج التصلب المتعدّد. ترافق كذك الفينغوليمود مع عدوات قاتلة محتملة، وبطء القلب، ومؤخرًا، حالة من التهاب الدماغ البؤري النزيفي، وهو التهاب دماغي مع نزيف. توفي شخصان: واحد بسبب عدوى هربس الدماغ، والثاني بسبب الهربس النطاقي. ومن غير الواضح ما إذا كان الدواء هو المسؤول عن هذين الحدثين. قد حدثت على الأقل 3 حالات من اعتلال بيضاء الدماغ متعدد البؤر المترقي في عام 2015. كما عُرف الفينجوليمود أنه قد يسبب استسقاء بقعي في العين، مما قد يؤدي إلى انخفاض الرؤية.

## مبنى وآلية العمل
الفينغوليمود هو مشتقّ من الميريوسين (يُعرف كذلك باسم أي إس بي-1 ISP-1)، وهو مُستَقلَب من الفطر إيساريا سينكليري (Isaria sinclairii). وهو مضاهئ هيكلي للسفينغوسين ويقوم السفينغوسين كيناز بفَسفَرَتِه داخل الخلية (أكثرهم أهمية سفينغوسين كيناز 2).

## أبحاث

### زراعة الأعضاء
في المرحلة الثالثة من تجارب سريرية سابقة في مجال زراعة الكلى، وُجد أن الفينغوليمود ليس أفضل من المعيار الحالي للرعاية. يُستخدم الفينغوليمود في دراسات في نماذج بشرية مختبرية ونماذج حيوانية لزراعة الكلى.

## موافقة
في 21 أيلول 2010، أصبح فينغوليمود الدواء الفموي المُعدّل للمرض الأول الموافق عليه من قبل إدارة الغذاء والدواء الأمريكية لتقليل الانتكاسات وتأخير تطوّر العجز في المرضى الذين يعانون من الأشكال الناكسة من التصلب المتعدد. وأعلنت شركة نوفارتس في 10 آذار 2011 أنها تلقت إشعار الامتثال من وزارة الصحة الكندية وأن الدواء سيكون متاحًا في الصيدليات ابتداءًا من 1 نيسان 2011.